# Calamophis ruuddelangi
Calamophis ruuddelangi — вид змій родини гомалопсових (Homalopsidae). Ендемік Індонезії. Вид описаний у 2012 році і названий на честь нідерландського герпетолога Рууда де Ланга.

## Поширення і екологія
Calamophis ruuddelangi відомі з двох місцевостях, розташованих в горах Тамрау та в долині Кебар на півночі півострова Чендравасіх на Новій Гвінеї.